# Bellahøj 1947
Bellahøj 1947 er en dansk propagandafilm fra 1947.

## Handling
En propagandafilm for Danmarks eksportoffensiv og dyrskuet på Bellahøj i dagene 26.-29. juni 1947.